# Montagne dell'Azerbaigian

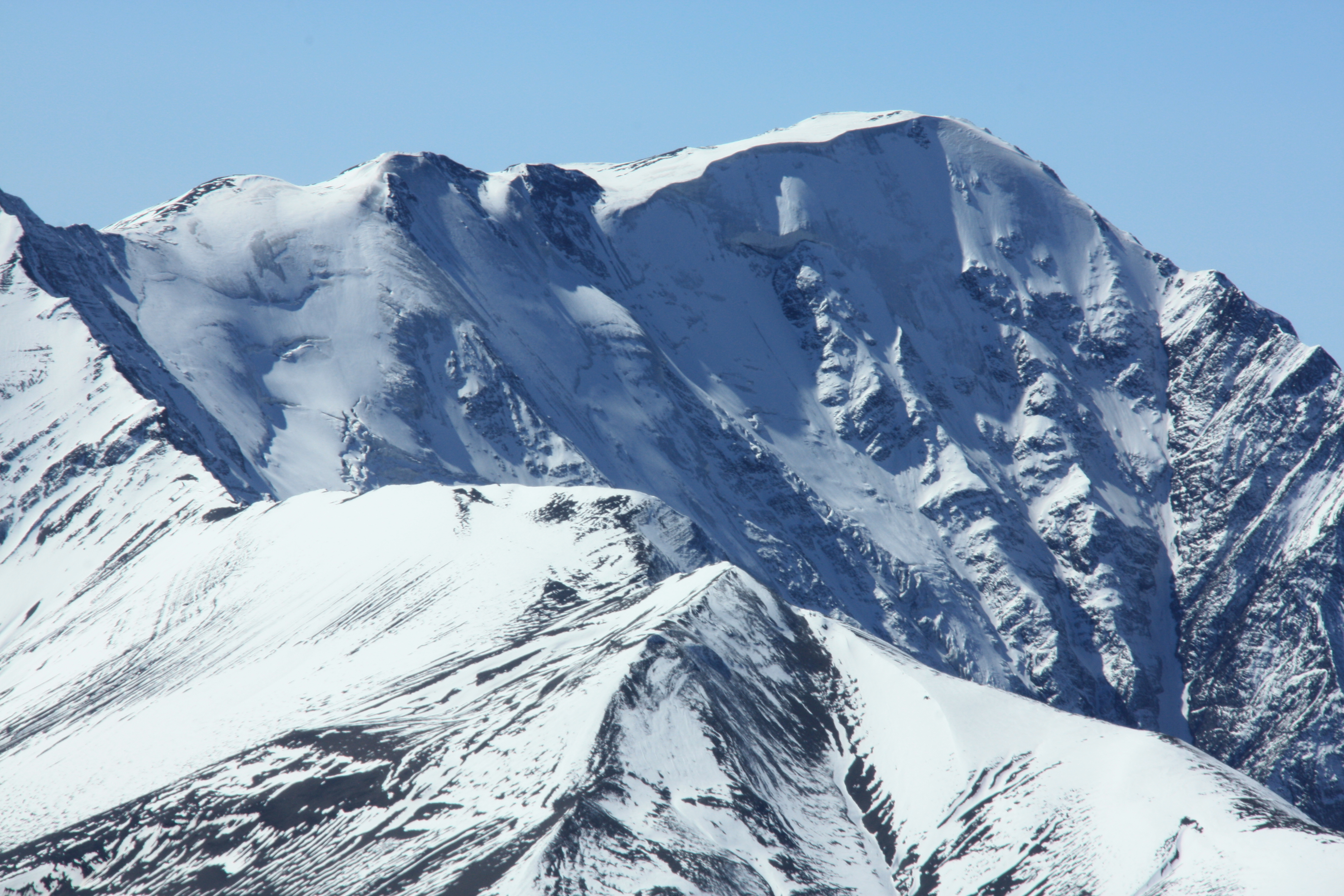
Bazardüzü Dağ, la montagna più alta in Azerbaigian

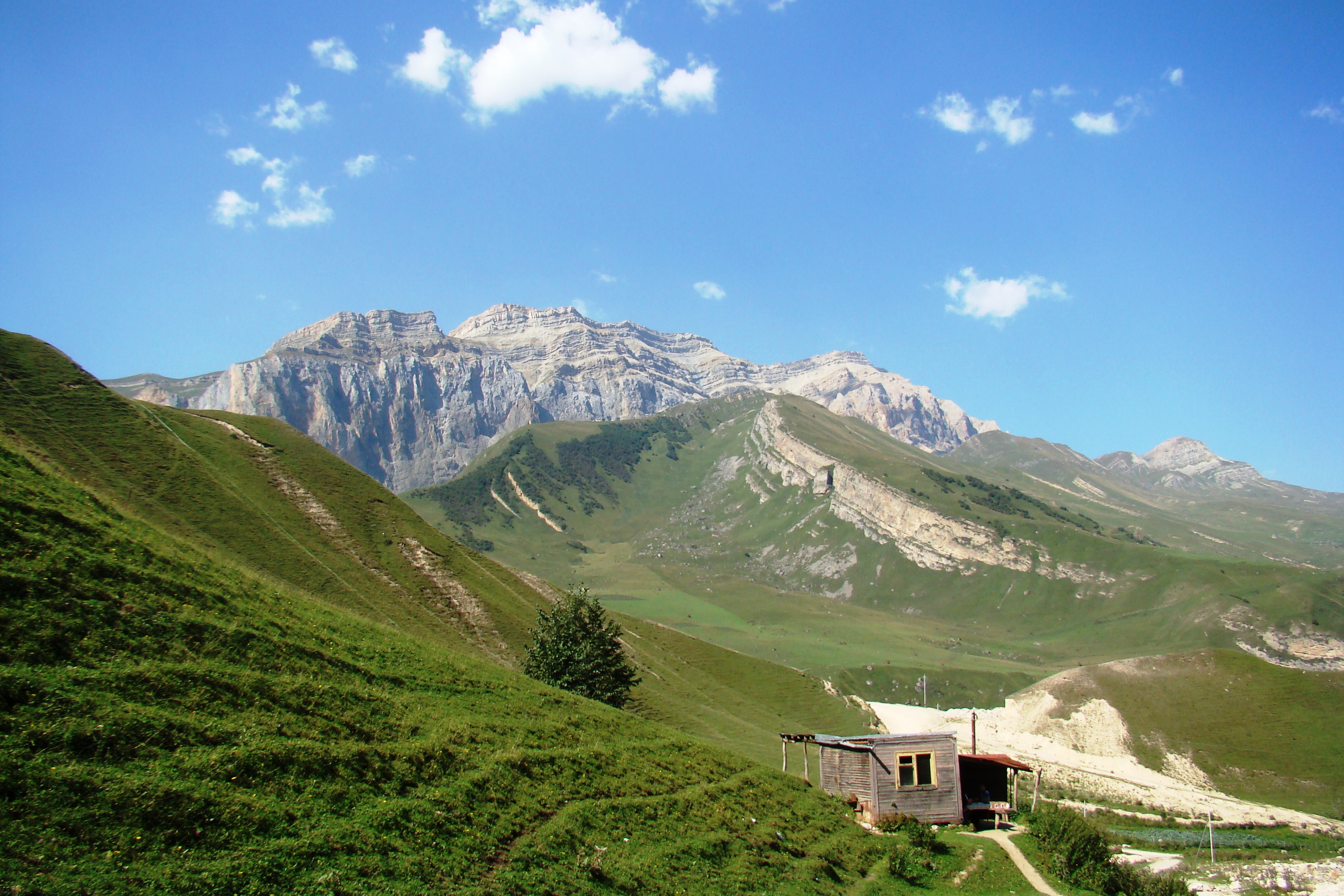
Şahdağ, la seconda montagna più alta in Azerbaigian

Lista di montagne dell'Azerbaigian
| Nome           | Montagne       | Altezza |
| -------------- | -------------- | ------- |
| Bazardüzü Dağı | Gran Caucaso   | 4466    |
| Şahdağ         | Gran Caucaso   | 4243    |
| Tufandağ       | Gran Caucaso   | 4206    |
| Bazaryurd      | Gran Caucaso   | 4126    |
| Yarıdağ        | Gran Caucaso   | 4116    |
| Çarındağ       | Gran Caucaso   | 4079    |
| İlham Zirvəsi  | Gran Caucaso   | 4042    |
| Raqdan         | Gran Caucaso   | 4042    |
| Qapıcıq Dağı   | Caucaso Minore | 3904    |
| Alagöz         | Caucaso Minore | 3865    |
| Yağlıdərə Dağı | Caucaso Minore | 3827    |
| Qazangöldağ    | Caucaso Minore | 3814    |
| Sarıdərə Dağı  | Caucaso Minore | 3754    |
| Gamışdağ       | Caucaso Minore | 3724    |